# Ripper Street
Ripper Street is een Britse televisieserie die zich afspeelt in Whitechapel, Londen in 1889, zes maanden na de Jack the Ripper-moorden. De hoofdrollen worden gespeeld door Matthew Macfadyen, Jerome Flynn en Adam Rothenberg. De eerste aflevering werd uitgezonden op 30 december 2012 op BBC One. Deze aflevering was in de Verenigde Staten te zien op BBC America op 19 januari 2013. Ripper Street keerde op 28 oktober 2013 terug voor een tweede seizoen van acht afleveringen.
Op 4 december 2013 werd er gemeld dat er geen derde seizoen zou komen vanwege lage kijkcijfers. Toen werd er op 11 december 2013 melding gemaakt van onderhandelingen tussen productiebedrijf Tiger Aspect en LOVEFiLM, om nieuwe afleveringen te financieren. Op 26 februari 2014 werd bevestigd dat Amazon Prime Instant Video (voorheen LOVEFiLM) nieuw leven in de serie zou blazen. In mei 2014 begon het filmen daarvoor. Vanaf 14 november 2014 was het derde seizoen te streamen via Amazon UK Prime Instant Video. Op 13 mei 2015 werd bekend dat Amazon Prime ook een vierde en een vijfde seizoen zou financieren. In Nederland en Vlaanderen wordt de serie door BBC First uitgezonden.

## Verhaal

### Seizoen 1
De serie begint in april 1889, zes maanden na de laatste Rippermoord. In Whitechapel is de H Division verantwoordelijk voor het veilig houden van drie vierkante kilometer Oost-Londen: een district met dat bevolkt wordt door 67.000 arme inwoners. De mannen van de H Division hebben op de Ripper gejaagd, maar zijn er niet in geslaagd om hem te pakken te krijgen. Wanneer er meer vrouwen vermoord worden, begint de politie zich af te vragen of de moordenaar is teruggekeerd.
Tussen de fabrieken, sloppenwijken, bordelen en pubs werken Detective Inspector (Matthew Macfadyen) en Detective Sergeant Bennet Drake (Jerome Flynn) samen met de voormalige Amerikaanse legerarts en Pinkertonagent Captain Homer Jackson (Adam Rothenberg) om de moorden te onderzoeken.
Regelmatig kruisen hun paden met dat van de hoerenmadam Long Susan (MyAnna Buring), die met Jackson vanuit Amerika naar Londen kwam en hem in haar bordeel laat wonen. Hun relatie wordt gespannen wanneer Jackson zich aangetrokken voelt tot een van haar meest winstgevende meisjes, Rose Erskine (Charlene McKenna), en vanwege zijn nauwe betrokkenheid met de H Division en Reid.
Sensatiejournalist Fred Best (David Dawson) kent een duister geheim rond de dood van Reids dochter. Hoewel ze hier nog steeds mee kampt, besluit Reids vrouw Emily (Amanda Hale) om een nieuw leven te starten door in armoede geraakte vrouwen van Whitechapel te helpen, ondanks de bedenkingen van haar man.

### Seizoen 2
In 1890 is er veel veranderd sinds het vorige seizoen; Reids vrouw Emily heeft hem verlaten nadat hij haar valse hoop gaf dat hun dochter wellicht niet verdronken is; Rose Erskine heeft Long Susans bordeel verlaten om als serveerster in Blewett's Theatre of Varieties te werken; Drake is getrouwd met Bella, een van Susans prostituees en een nieuwe agent, Albert Flight (Damien Molony) komt bij de H Division werken.
Reid neemt het op tegen de meedogenloze inspecteur en corrupte Jedediah Shine (Joseph Mawle), afkomstig uit de nabijgelegen K Division. Long Susan is getrouw met Jackson, maar hun relatie is gespannen. Ook heeft ze diepe schulden bij Silas Duggan (Frank Harper), die haar een starterslening verschafte. Wanneer Jackson hiervan hoort, zoekt hij op onverstandige wijze de confrontatie op.

### Seizoen 3
In 1894 komen vijfenvijftig mensen om het leven bij een treinongeluk. Op de plek van het ongeluk worden Reid, Drake, Homer, Rose en Susan na jaren weer herenigd. Reid onderzoekt de ontsporing en ontdekt dat het deel was van een kaping, die uitgevoerd werd in opdracht van Long Susan en haar advocaat Capshaw om geld binnen te halen voor hun bedrijf. Ook blijkt dat Reids dochter Matilda niet dood is, maar nog in leven is.

## Afleveringen

### Seizoen 1
| Nr. | Titel                         | Regisseur     | Schrijver(s)                      | Datum uitzending |
| --- | ----------------------------- | ------------- | --------------------------------- | ---------------- |
| 1 | I Need Light                  | Tom Shankland | Richard Warlow                    | 30 december 2012 |
| Wanneer het lichaam van de violiste Maude Thwaites gevonden wordt, wijzen de tekenen op een Ripper-moord. Een autopsie door Jackson suggereert echter dat dit een imitatie is. Ondanks tegenstand van journalist Fred Best en Chief Inspector Frederick Abberline (Clive Russell) betreden Dective Inspector Reid en zijn team de wereld van Sir Arthur Donaldson (Mark Dexter), een pionier in vroege pornografische fotografie, maker/producent van de eerste filmpjes, nadat ze beelden van Thwaites die gewurgd wordt vinden. Het onderzoek wordt dringender wanneer ontdekt wordt dat Donaldson voor de diensten van Rose en een andere prostituee heeft betaald. |                               |               |                                   |                  |
| 2 | In my Protection              | Tom Shankland | Richard Warlow                    | 6 januari 2013   |
| Ernest Manby (David Coon), een 63-jarige speelgoedmaker wordt dood gevonden. George Lusk (Michael Smiley) en het Whitechapel Vigilance Committee beweren dat de 14-jarige Thomas Gower (Giacomo Mancini) verantwoordelijk is. Reids geweten wordt op de proef gesteld door een radicale advocaat genaamd Eagles (Hugh O'Conor), een vriend en vertrouweling van Reids vrouw, en weeshuisdirectrice Deborah Goren (Lucy Cohu), wat leidt ertoe leidt dat Gower onder Reids bescherming valt. Jacksons drink- en gokgedrag hebben geleid tot het verlies van de ring die hem en Long Susan aan hun Amerikaanse verleden bindt. De twee gebeurtenissen leiden tot de dood van Eagles en een gevaarlijke taak voor Long Susan om de ring terug te halen uit een goktent die geleid wordt door Carmichael (Joe Gilgun) die zijn gewelddadige kinderbende gebruikt om Gorens weeshuis aan te vallen om Gower te doden, die daar schuilt met Reid en Drake, een plek die verraden is door Jackson toen hij en Long Susan gevangengenomen werden door Carmichael. |                               |               |                                   |                  |
| 3 | The King Came Calling         | Andy Wilson   | Declan Croghan & Richard Warlow   | 13 januari 2013  |
| Wanneer mensen zomaar op straat doodvallen, ontstaat er angst voor de terugkeer van Cholera. Captain Jacksons autopsie sluit cholera uit en wijst ergotisme veroorzaakt door besmet voedsel aan als dader. Inspector Sydney Ressler (Patrick Baladi) sluit zich bij Reids team aan als ze Whitechapel afstruinen voor op zoek naar connecties tussen vijf dode mannen, die allemaal werkten met homoseksuelen en travestieten. Reids vrouw Emily raakt ook besmet en begint te hallucineren over haar dode dochter. Terwijl er zich meer en meer lichamen ophopen in Jacksons mortuarium en er geen connectie tussen de slachtoffers zichtbaar is, moet het team tegen de klok racen om een onderliggend patroon te vinden tussen alle ziekte en dood. |                               |               |                                   |                  |
| 4 | The Good of this City         | Andy Wilson   | Julie Rutterford & Richard Warlow | 20 januari 2013  |
| Tijdens het ontruimen van een sloppenwijk in Whitechapel om plaats te maken voor een metrostation worden de dode lichamen van twee jonge kinderen gevonden. Lucy Eames (Emma Rigby), een voormalige prostituee uit Long Susans bordeel, is het middelpunt van een samenzwering rond de psychiater Dr. Karl Crabb (Anton Lesser). Reid ontdekt dat een van de moordenaars een bekende van hem is en dat de kinderen uit Gorens weeshuis afkomstig waren. |                               |               |                                   |                  |
| 5 | The Weight of One Man's Heart | Colm McCarthy | Toby Finlay                       | 27 januari 2013  |
| Een overval in militaire stijl vormt een raadsel voor Reid wanneer de gestolen juwelen worden teruggebracht, maar er één saffier ontbreekt. Drake heeft gevoelens voor Rose, en hij hoopt op een leven met haar, ondanks waarschuwingen van Reid en Jackson. Zij droomt er echter van om een actrice te worden. Drake wordt geconfronteerd met zijn verleden wanneer zijn voormalige commandant tijdens de oorlog in Mahdi, Colonel Madoc Faulkner (Iain Glen), terugkeert naar Londen om compensatie te zoeken voor de onrechtvaardige behandeling van Britse soldaten door een overval te plannen op The Royal Mint, en Drakes hulp hierbij vereist om toegang te krijgen. Reid komt langzaam dichter bij de overvallers en Drakes loyaliteit wordt op de proef gesteld. |                               |               |                                   |                  |
| 6 | Tournament of Shadows         | Colm McCarthy | Toby Finlay                       | 3 februari 2013  |
| Tijdens grote stakingen in de haven wordt een joodse anarchist bij een explosie gedood en hier lijkt een Russische spion genaamd Morris bij betrokken te zijn. Jackson gaat undercover bij de stakers maar Reid wordt geadviseerd zich van de zaak te houden door agenten van Special Branch, die meer weten over Morris' activiteiten, Jacksons verleden en de dood van Reids dochter Matilda. Reid gelooft echter dat Matilda nog in leven is, en zijn vrouw vindt dat waanzin. Langzaam begint Reid een relatie te vormen met Miss Goren. |                               |               |                                   |                  |
| 7 | A Man of my Company           | Andy Wilson   | Richard Warlow                    | 10 februari 2013 |
| Een Amerikaanse zakenman, Theodore P. Swift, arriveert in Londen met een groep Pinkertonagenten om een noodlijdend scheepsbedrijf op te kopen. De leider van de Pinkertons, Frank Goodnight (Edoardo Ballerini), is hard op zoek naar Jackson. Jackson wil echter niet gevonden worden. Onderhand wordt het lichaam van een ingenieur, die een motor had uitgevonden om het bedrijf te redden, gevonden. Dit trekt de aandacht van Reid, die nieuwsgierig is naar het verleden van Jackson en Long Susan. Terwijl het onderzoek Reid in een benarde positie brengt, wordt Jackson in verband gebracht met een moord op een prostituee die van Jack the Ripper afkomstig lijkt te zijn. |                               |               |                                   |                  |
| 8 | What Use Our Work             | Andy Wilson   | Richard Warlow                    | 17 februari 2013 |
| Het team van Reid ligt na recente onthullingen in stukken. Nu Abberline ervan overtuigd is dat Jackson de Ripper is, staat Jackson de doodstraf te wachten. Reid is van Jacksons onschuld overtuigd en brengt een getuige binnen, maar dat is niet genoeg om Jackson vrij te pleiten. Reid zoekt troost bij Miss Goren en Drake bij Bella, één Long Susans meisjes. Rose verlaat het bordeel om bij Emily Reid te verblijven en via een advertentie zoekt ze een rijke echtgenoot. Wanneer Rose verdwijnt, vermoeden Reid en Drake dat er blanke slavenhandel plaatsvindt, waarover Victor Silver (David Oakes), een voormalige Ripper-verdachte, de leiding heeft. Reid onthult dat Silver vermist raakte tijdens dezelfde schipbreuk waarbij zijn dochter omkwam. Uiteindelijk krijgt Jackson de kans om zijn onschuld te bewijzen en hij wordt vrijgelaten. |                               |               |                                   |                  |

## Rolverdeling

### Hoofdrollen
- Matthew Macfadyen – Detective Inspector Edmund Reid
- Jerome Flynn – Detective Sergeant Bennet Drake (seizoen 1-4)
- Adam Rothenberg – Captain Homer Jackson/Matthew Judge
- MyAnna Buring – Long Susan (Hart)/Caitlin Swift
- Charlene McKenna – Rose Erskine

### Bijrollen
- Clive Russell – Chief Inspector Fred Abbeline (seizoen 1-3)
- David Wilmot – Sergeant Donald Artherton (seizoen 1-3)
- David Dawson – Fred Best (seizoen 1-3)
- Amanda Hale – Emily Reid (seizoen 1)
- Jonathan Barnwell – Police Constable Dick Hobbs (seizoen 1)
- Lucy Cohu – Deborah Goren (seizoen 1 en 4)
- Gillian Saker – Bella Drake (seizoen 1-2)
- Ian McElhinny – Theodore P. Swift (seizoen 1 en 4)
- Damien Molony – Detective Constable Albert Flight (seizoen 2)
- Frank Harper – Silas Duggan (seizoen 2)
- Joseph Mawle – Detective Inspector Jedediah Shine (seizoen 2 en 5)
- Leanne Best – Jane Cobden (seizoen 2-3)
- Louise Brealey – Amelia Frayn (seizoen 3)
- John Heffernan – Ronald Capshaw (seizoen 3)
- Anna Burnett – Matilda Reid (seizoen 3-5)
- Dean Charles Chapman - Harry Ward (seizoen 3)